# Spiral
- Para a canção homónima de Arne Bendiksen, consulte o artigo Spiral

Spiral é um álbum de estúdio do músico grego Vangelis, lançado em 1977.

## Faixas
1. "Spiral" - 6:55
2. "Ballad" - 8:27
3. "Dervish D" - 5:21
4. "To The Unknown Man" - 9:01
5. "3+3" - 9:43